# La fanciulla straniera
La fanciulla straniera è una novella scritta da Jacopo Turco, alias della scrittrice trentina Giulia Turco Turcati Lazzari e pubblicata nel 1905 nella Rivista d’Italia.
L'opera è pubblicata con lo pseudonimo maschile Jacopo Turco che la scrittrice usava per firmare molti suoi lavori.

## Edizioni
- 1ª edizione: 1905, Roma, Unione cooperativa editrice.